# 第10航空艦隊 (ドイツ国防軍)
第10航空艦隊（Luftflotte 10）は、ドイツ国防軍空軍の航空艦隊。他の航空艦隊とは異なり、訓練部隊である。1944年に編成された。

## 編成

### 司令官（Chefs der Luftflotte 10）
- ハンス＝ゲオルク・フォン・ザイデル 航空兵大将：1944年7月1日 - 1945年2月27日[2]
- シュテファン・フレーリッヒ 航空兵大将：1945年2月27日 - 1945年4月28日[3]

### 参謀長（Chefs des Generalstabs der Luftflotte 10）
- Herbert Giese 大佐：1944年7月1日 - 1944年12月31日[4]
- Wolf Eberhard 中佐：1945年1月1日 - 1945年3月31日[5]